# القصر الرئاسي (كابل)
الآرگ أو القصر الرئاسي الأفغاني في كابل أو القصر الجمهوري الأفغاني أو القصر الملكي الأفغاني (بالبشتوية: ارګ)‏ ويعني القلعة؛ عُدَّ قصرًا رئاسيًا في جمهورية أفغانستان الإسلامية ما بين عامي 2004 و2021. تبلغ مساحته 34 هكتارًا (83 فدانًا) ويمتد في المنطقة الثانية الواقعة ما بين «قرية الأفغان» وحي الوزير أكبر خان. بُني القصر بعد تدمير «قلعة بالا حصار» في عام 1880 من قبل القوات الهندية البريطانية. استُخدم القصر من قبل العديد من أمراء وملوك ورؤساء أفغانستان، بدءًا من الأمير عبد الرحمن خان وصولًا إلى الرئيس أشرف غني. شهد القصر في 15 أغسطس 2021 إعلان انتصار حركة طالبان وسقوط جمهورية أفغانستان الإسلامية.

## معرض الصور

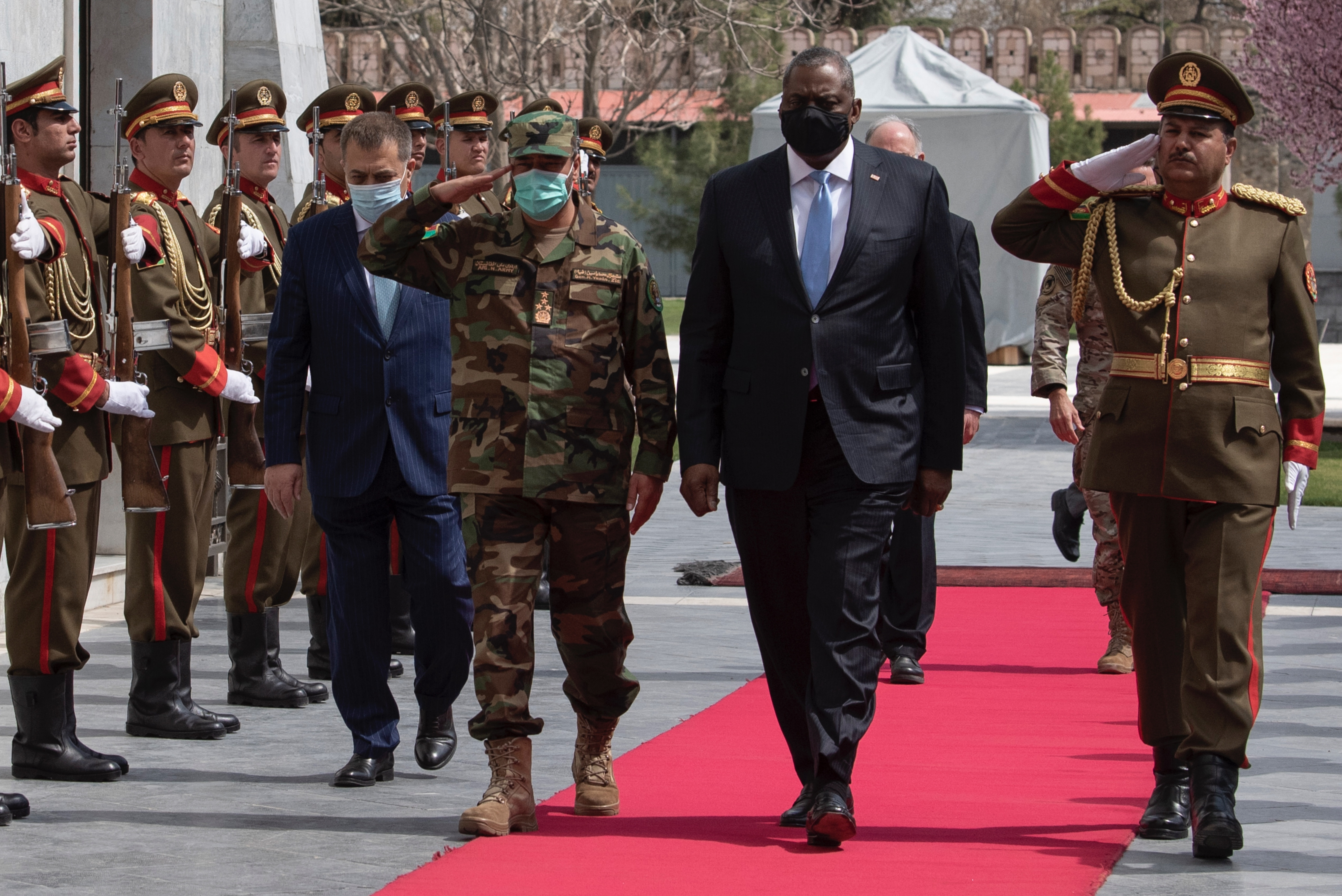
وزير الدفاع الأمريكي لويد أوستن في القصر في 21 مارس 2021
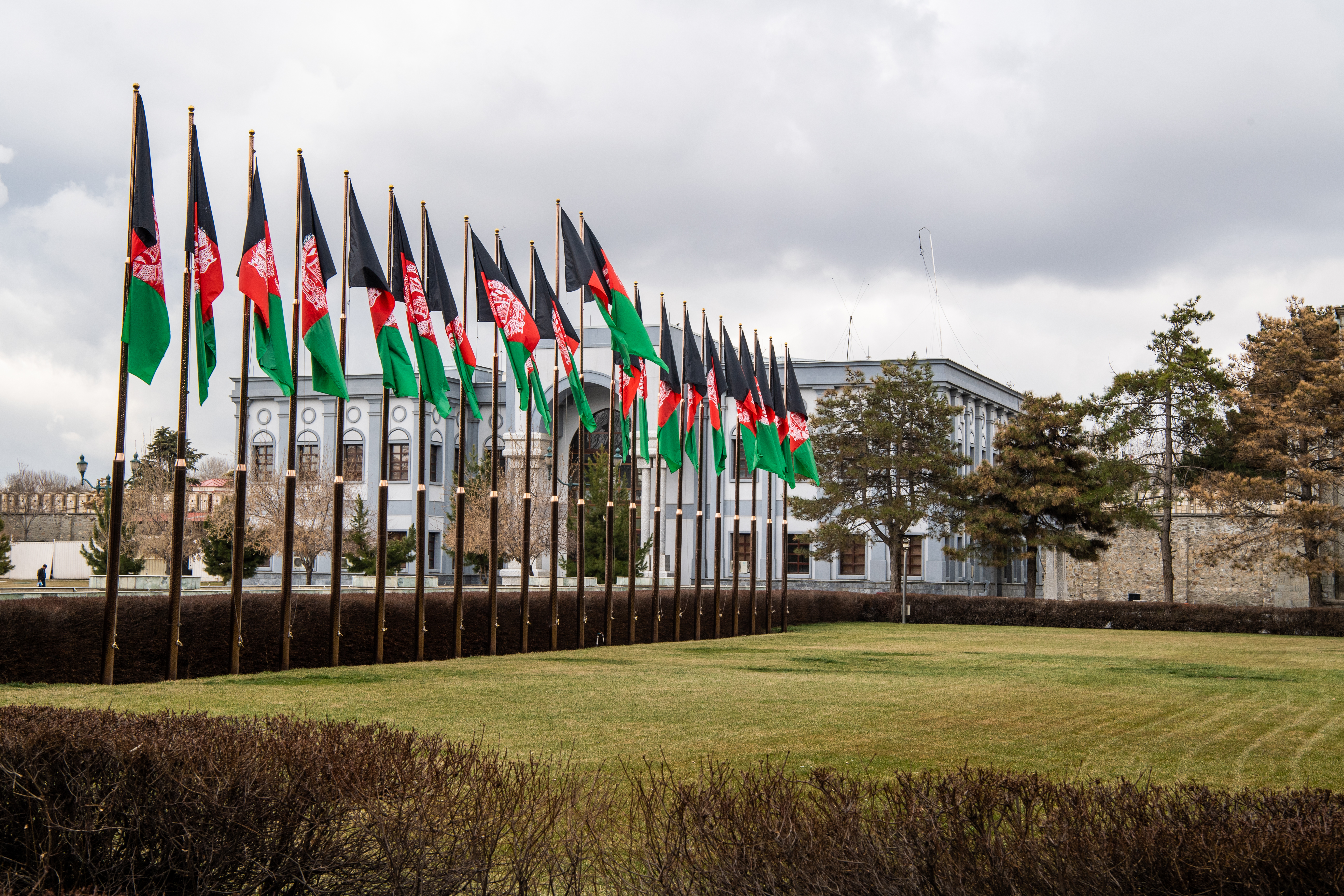
واجهة القصر في 29 فبراير 2020
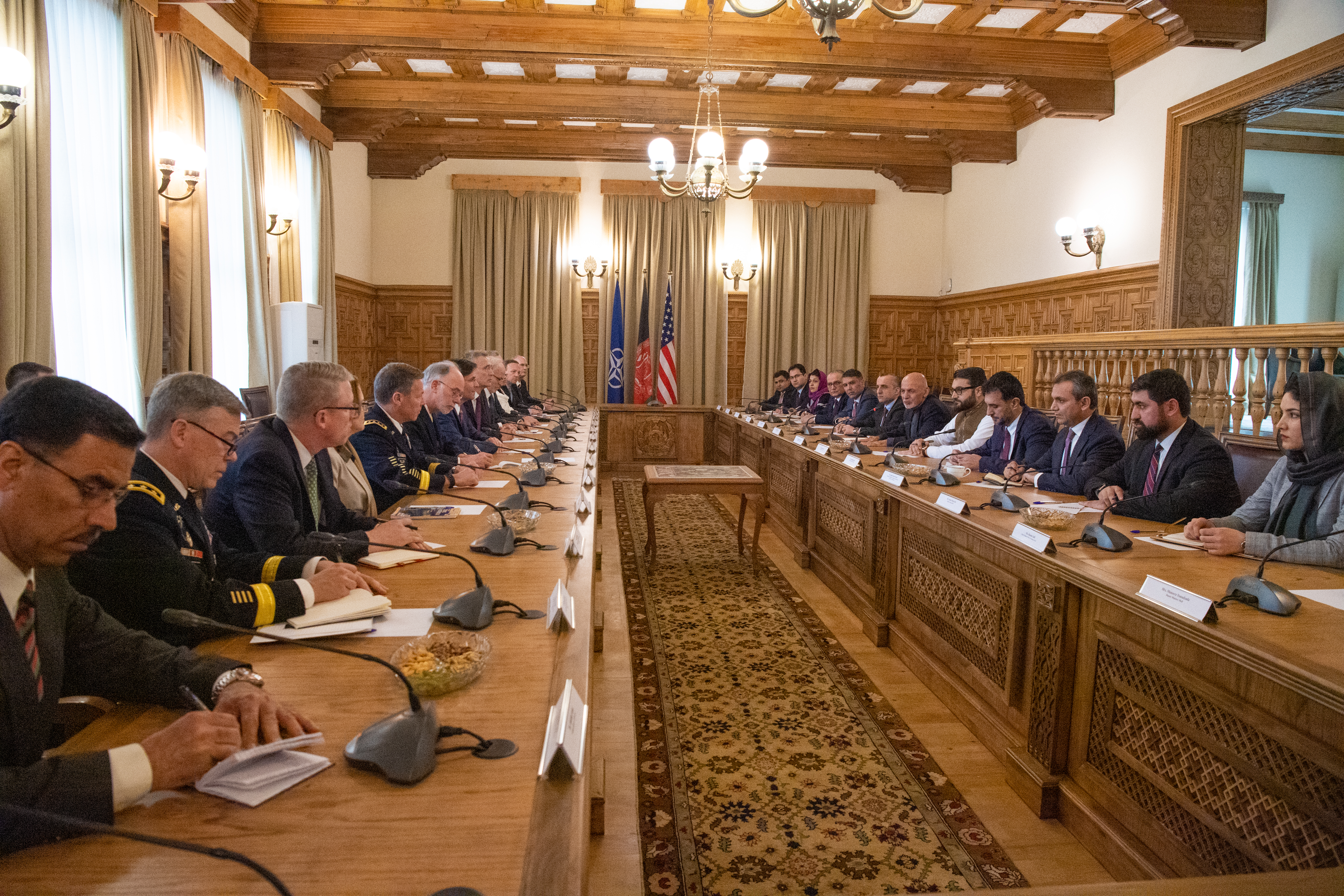
اجتماع ساسة الناتو وعدد من المسؤولين الأفغان في القصر في عام 2020
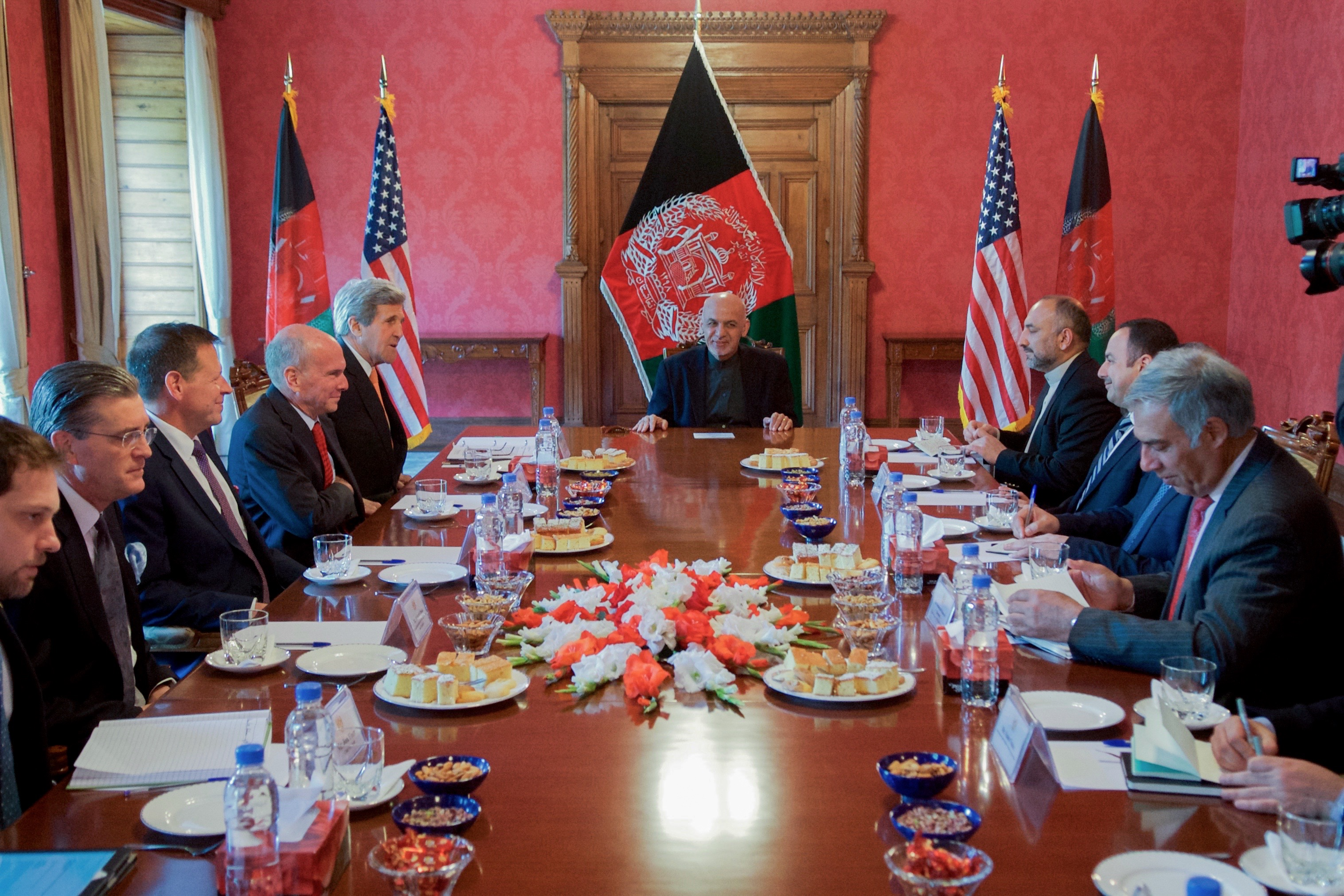
رئيس أفغانستان أشرف غني مع جون كيري
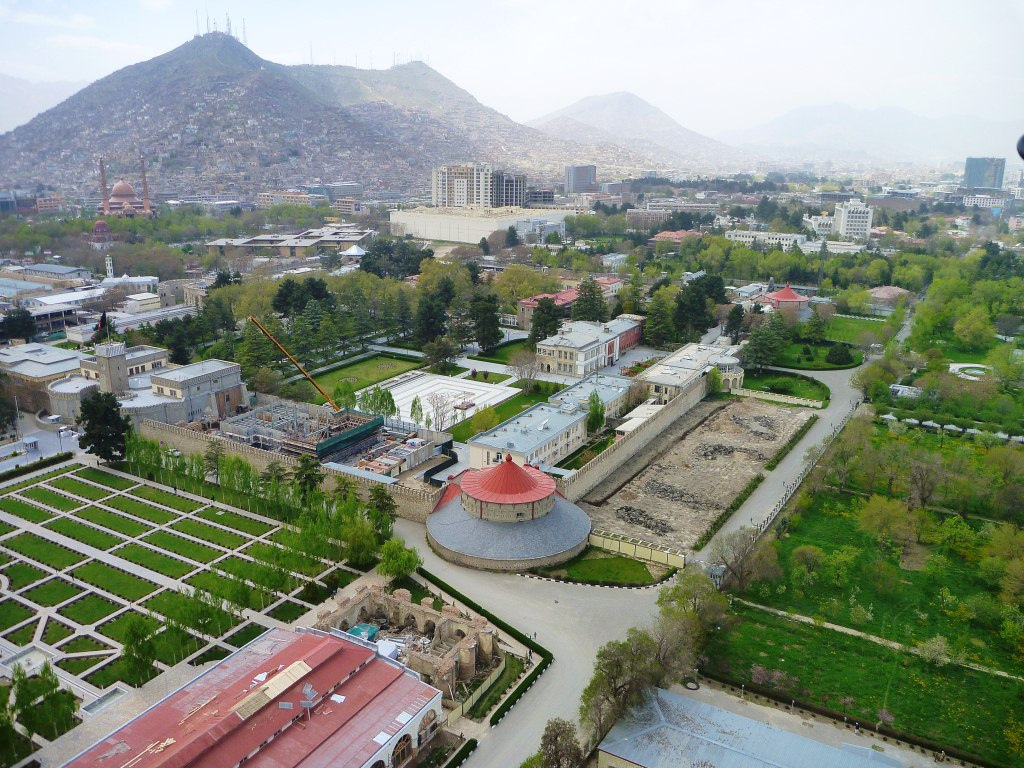
منظر عام على القصر وحي بشتونستان
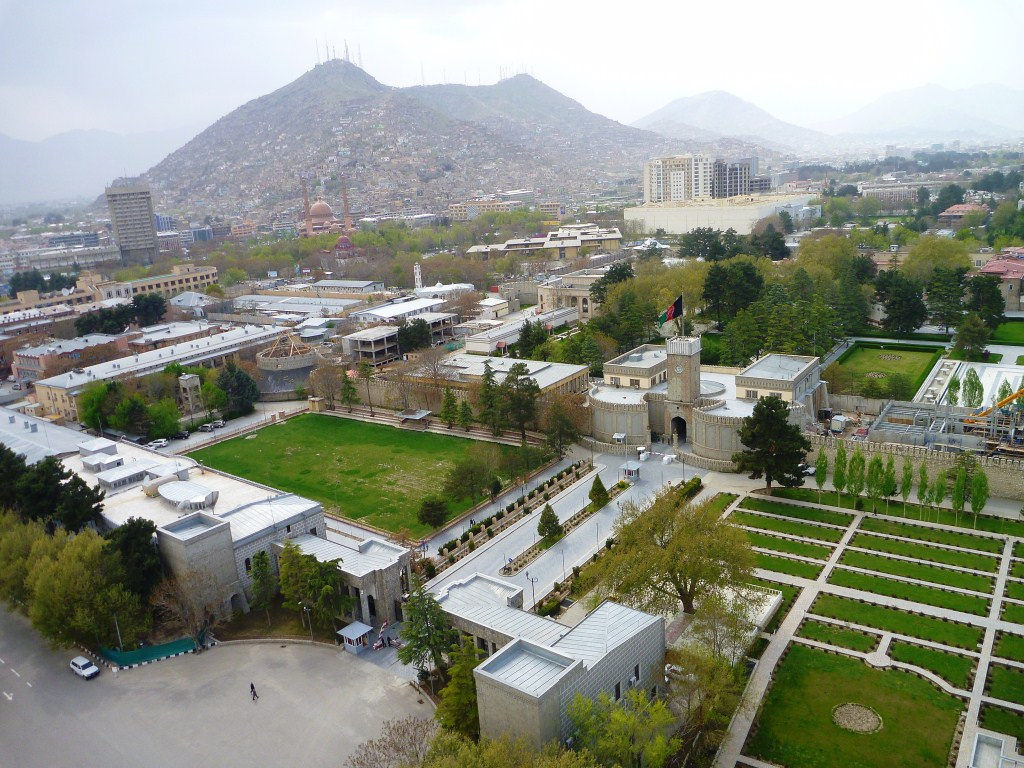
منظر عام على القصر وحي بشتونستان
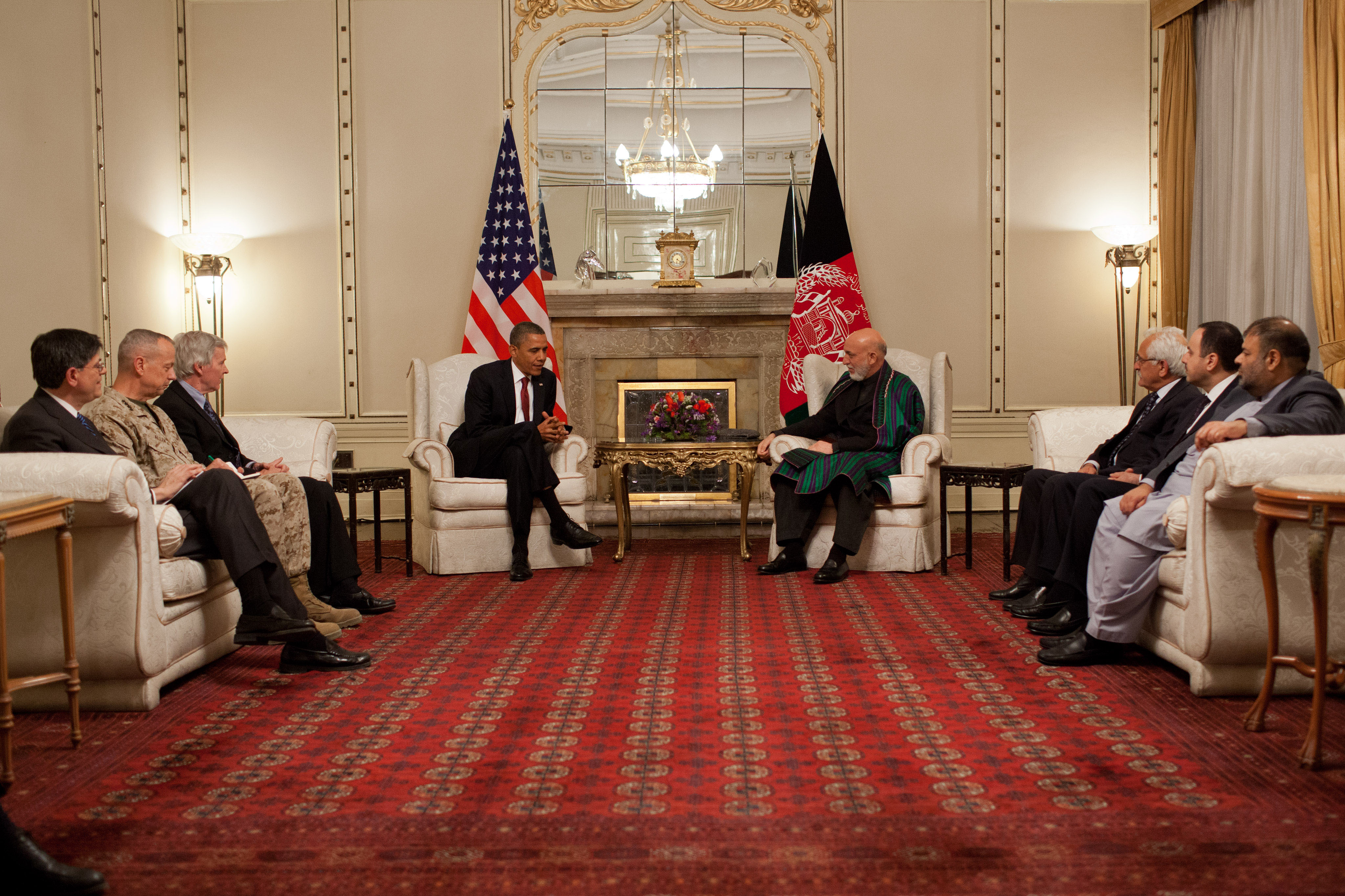
رئيس الولايات المتحدة الأسبق باراك أوباما والرئيس الأفغاني السابق حامد كرزاي في مايو 2012 أثناء توقعيهما على اتفاقية العلاقات الأفغانية الأمريكية
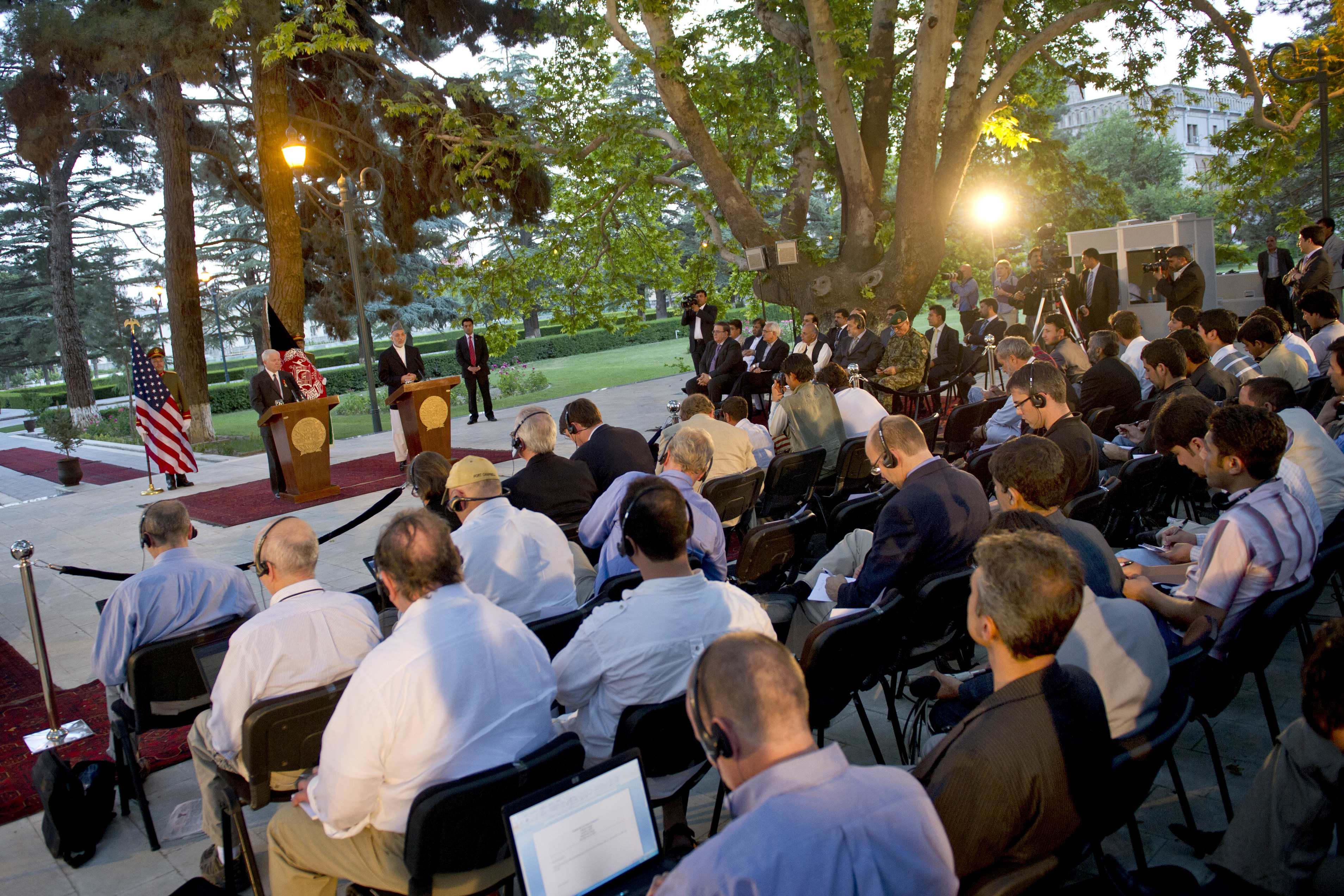
وزير الدفاع الأمريكي الأسبق روبرت غيتس وكرزاي يخاطبان وسائل الإعلام الدولية في عام 2011
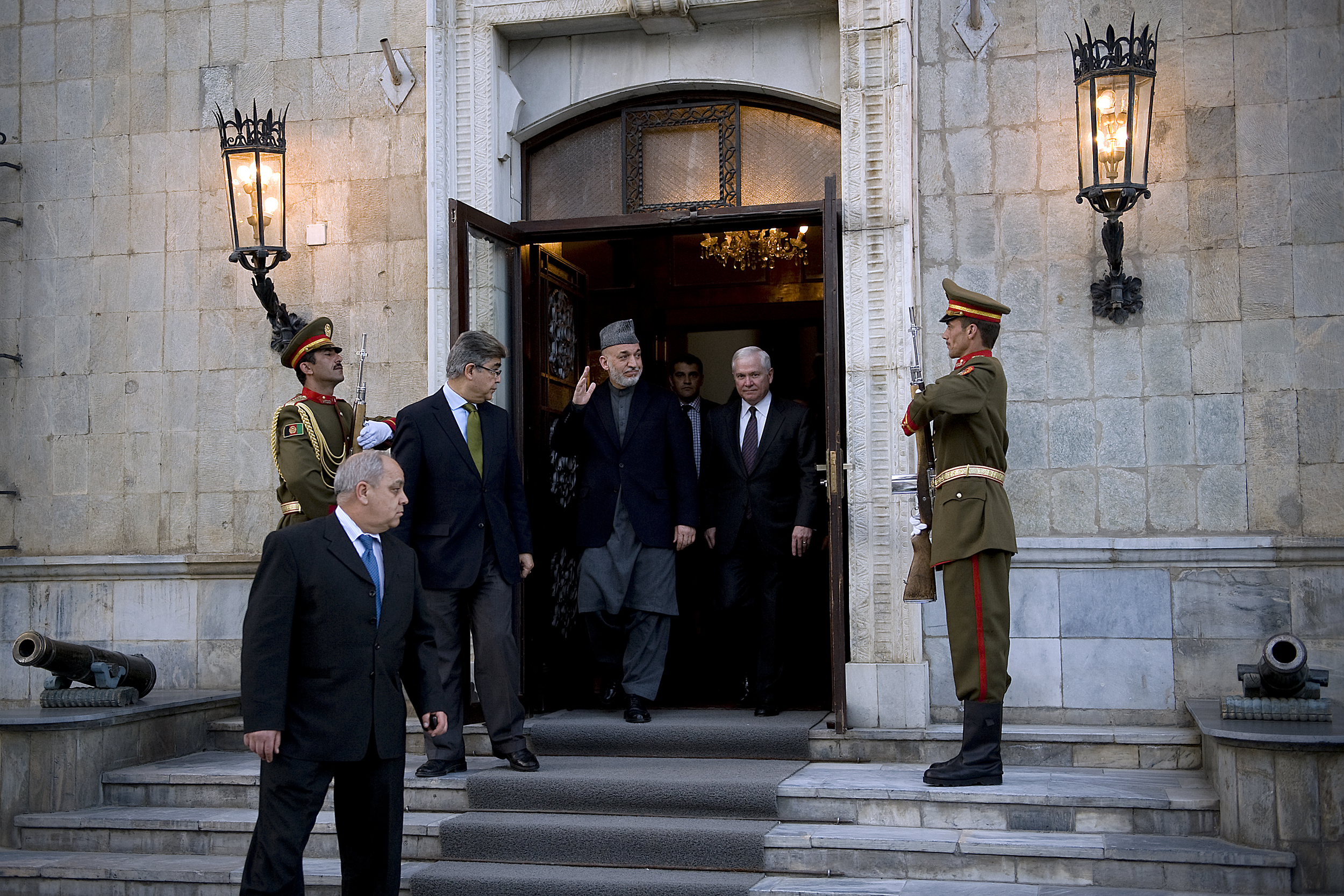
كرزاي وروبرت غيتس في عام 2010
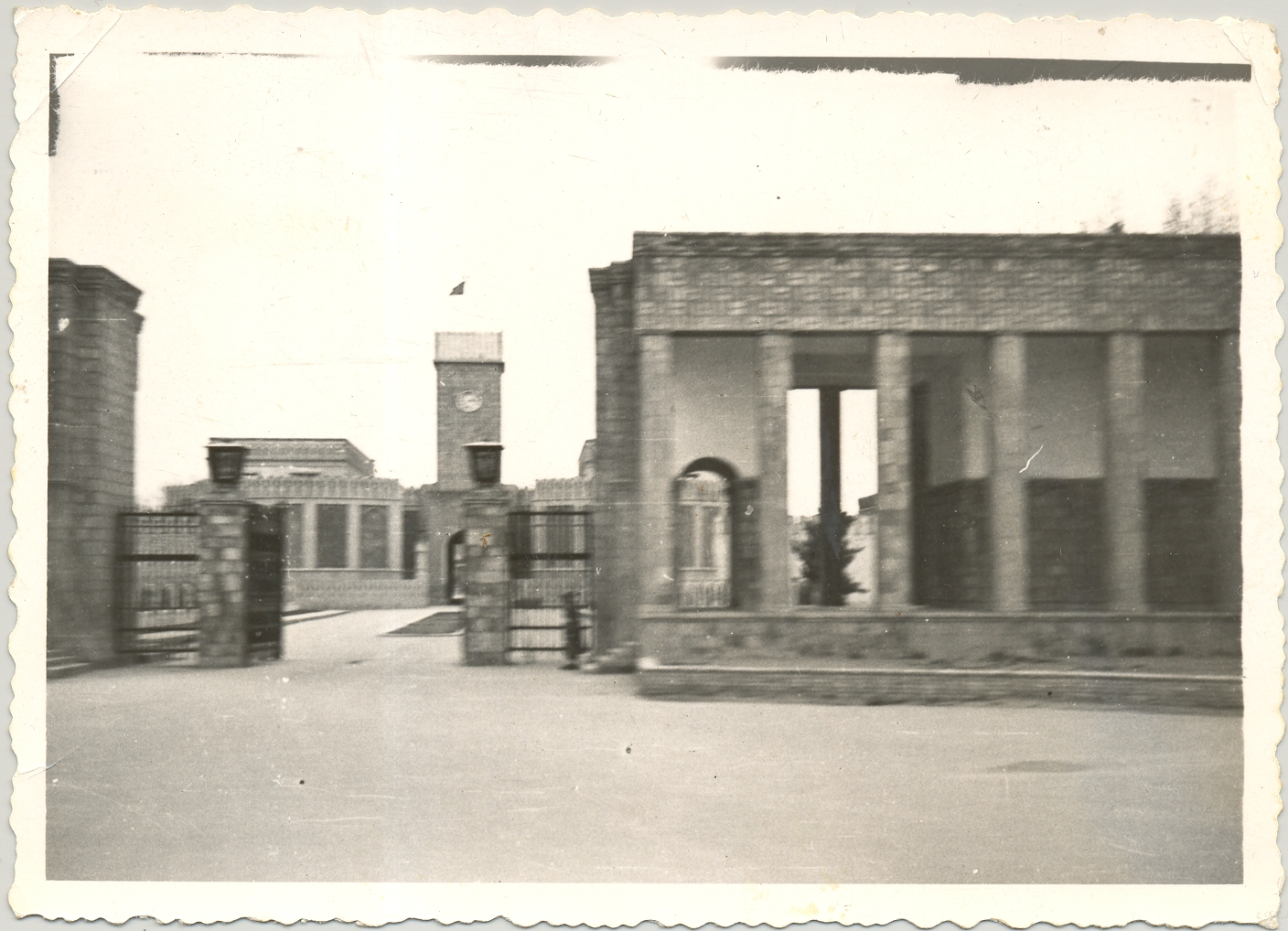
مدخل القصر في عام 1965
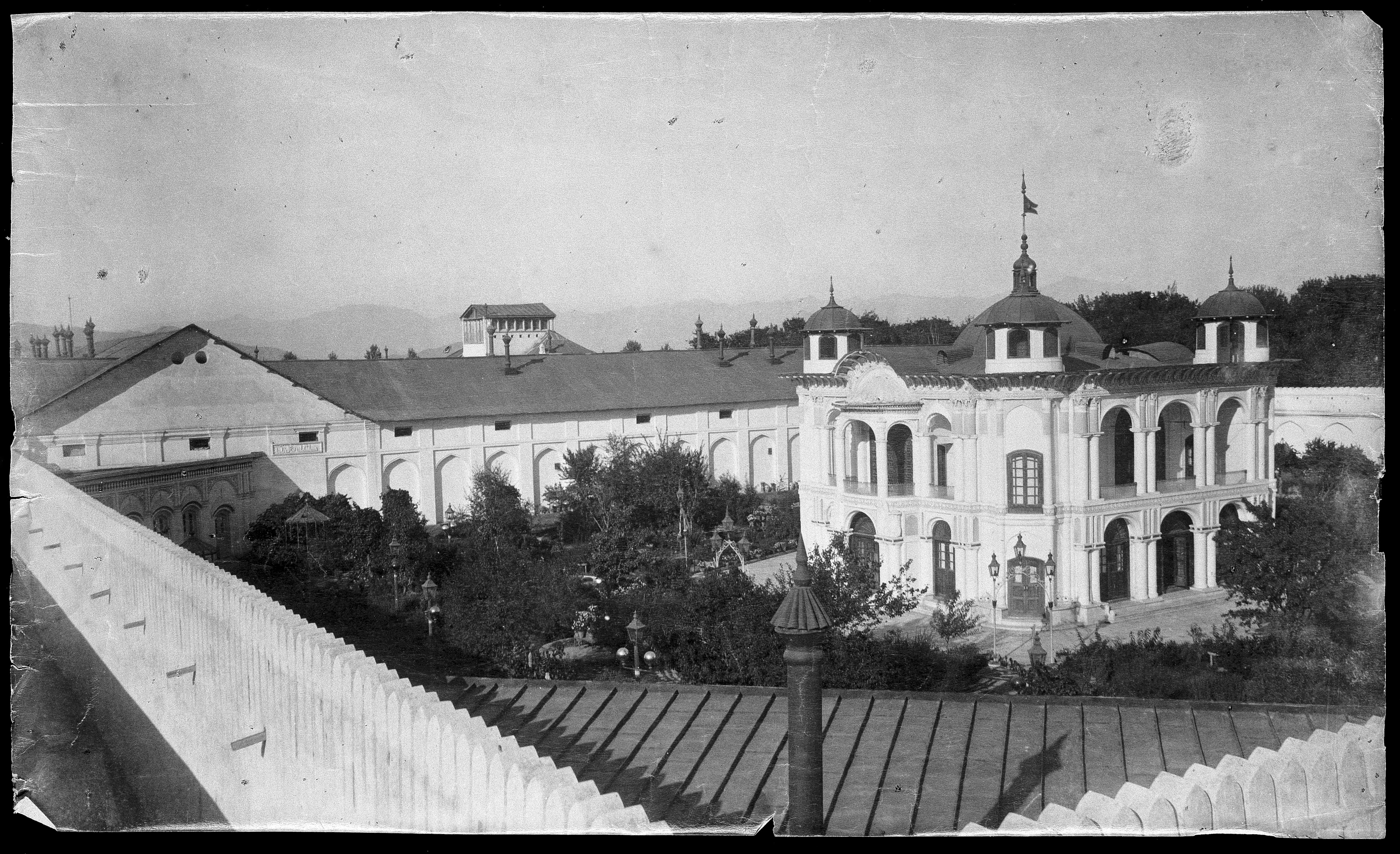
بني القصر لأول مرة في تسعينيات القرن التاسع عشر، في عهد الأمير عبد الرحمن خان